# História do Ruanda

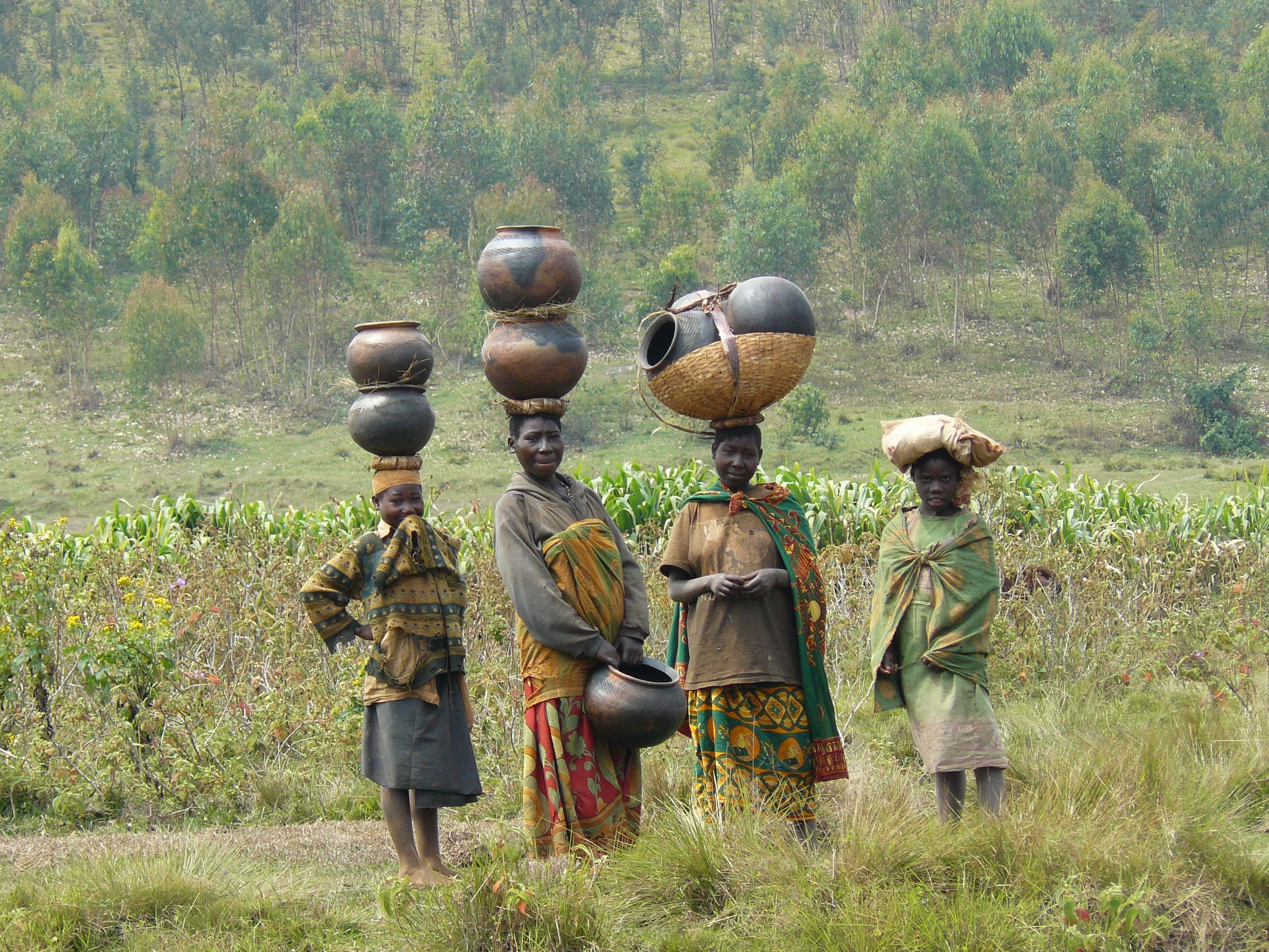
Mulheres tuá carregando potes tradicionais

Os mais antigos humanos que se conhecem no Ruanda parecem ter sido os pigmeus tuás, que actualmente compreendem cerca de 1% da população deste país. Os hutus e tutsis são povos bantos que provavelmente se instalaram na região durante a expansão banta. A partir do século XV, os tutsis passaram a dominar a sociedade através duma aristocracia que tinha à frente um Mwami (rei).
Ao contrário dos seus vizinhos, o Reino de Ruanda, que era um reino centralizado, não teve a sua “sorte” decidida na Conferência de Berlim (de 1885) e só foi entregue à Alemanha (juntamente com o vizinho Burundi) em 1890, numa conferência em Bruxelas, em troca do Uganda e da ilha de Heligoland. No entanto, as fronteiras desta colónia – que, na altura incluíam também alguns pequenos reinos das margens do Lago Vitória – só foram definidas em 1900.
O governo alemão deixou a autoridade nativa administrar a colônia, usando o sistema utilizado pelos britânicos nos reinos do Uganda. Depois da derrota da Alemanha na Primeira Guerra Mundial, o protectorado foi entregue à Bélgica, por mandato da Liga das Nações. O domínio belga foi muito mais directo e duro que o dos alemães e, utilizando a igreja católica, manipulou a classe alta dos tutsi para reprimir o resto da população - maioritariamente tutsis e hutus -, incluindo a cobrança de impostos e o trabalho forçado, criando um fosso social maior do que o que já existia.
Depois da Segunda Guerra Mundial, o Ruanda tornou-se um território "protegido" pela Organização das Nações Unidas (ONU), tendo a Bélgica como autoridade administrativa. Através duma série de processos, incluindo várias reformas, o assassinato do rei Mutara III Charles, em 1959 e a fuga do último monarca do clã Nyiginya, o rei Kigeri V, para o Uganda, os hutus ganharam mais poder e, na altura da independência, em 1962, os hutus eram os políticos dominantes. Em 25 de Setembro de 1960, a ONU organizou um referendo no qual os ruandeses decidiram tornar-se uma república. Depois das primeiras eleições, foi declarada a República do Ruanda, com Grégoire Kayibanda como primeiro-ministro.
Após vários anos de instabilidade, em que o governo tomou várias medidas de repressão contra os tutsis, em 5 de Julho de 1973, o major general Juvénal Habyarimana, que era ministro da defesa, destituiu o seu primo Grégoire Kayibanda, dissolveu a Assembleia Nacional e aboliu todas as actividades políticas. Em Dezembro de 1978 foram organizadas eleições, nas quais foi aprovada uma nova constituição e confirmado Habyarimana como presidente, que foi reeleito em 1983 e em 1988, como candidato único mas, em resposta a pressões públicas por reformas políticas, Habyarimana anunciou em Julho de 1990 a intenção de transformar o Ruanda numa democracia multipartidária.
No entanto, nesse mesmo ano, uma série de problemas climáticos e económicos geraram conflitos internos e a Frente Patriótica Ruandesa (RPF), dominada por tutsis refugiados nos países vizinhos lançou ataques militares contra o governo hutu, a partir do Uganda. O governo militar de Juvénal Habyarimana respondeu com pogroms genocidas contra os tutsis. Em 1992 foi assinado um cessar-fogo entre o governo e a RPF em Aruxa, Tanzânia.
Em 6 de Abril de 1994, Habyarimana e Cyprien Ntaryamira, o presidente do Burundi, foram assassinados quando o seu avião foi atingido por fogo quando aterrava em Quigali. Durante os três meses seguintes, os militares e milícianos mataram cerca de 800 000 tutsis e hutus, naquilo que ficou conhecido como o Genocídio do Ruanda. Entretanto, a RPF, sob a direção de Paul Kagame ocupou várias partes do país e, em 4 de Julho entrou na capital Quigali, enquanto tropas francesas de "manutenção da paz" ocupavam o sudoeste, durante a "Operação Turquoise".
Paul Kagame ficou como vice-presidente e Pasteur Bizimungu como presidente mas, em 2000, os dois homens fortes entraram em conflito, Bizimungu renunciou à presidência e Kagame ficou como presidente. Em 2003, Kagame foi finalmente eleito para o cargo, no que foram consideradas as primeiras eleições democráticas depois do Genocídio. Entretanto, cerca de 2 milhões de hutus refugiaram-se na República Democrática do Congo, com medo de retaliação pelos tutsis. Muitos regressaram, mas conservam-se ali milícias que têm estado envolvidas na guerra civil daquele país.